# Cyprian Stecki
Cyprian Stecki herbu Radwan OSBM (ur. 16 czerwca 1724 roku w pow. owruckim – zm. 5 stycznia 1787 roku w Rożyszczach) – duchowny greckokatolicki, od 10 lipca 1777 ordynariusz łucko-ostrogski. 
Wzniósł rezydencję biskupią w Rożyszczu. Wydał zezwolenie drukarni monasteru poczajowskiego na druk ksiąg dla staroobrzędowców. Egzarcha metropolii ruskiej.